# مایکل بنیر
مایکل بنیر (به انگلیسی: Michael Benyaer) (زاده ۲ دسامبر ۱۹۸۳) بازیگر کانادایی-آمریکایی است.
از کارهای معروف او می‌توان به بازی در فیلم پستی اشاره کرد.

## فیلم‌شناسی
فهرست برخی از فیلم‌هایی که مایکل بنیر در آن‌ها به ایفای نقش پرداخته‌است:
- هیتمن (۱۹۹۱)
- دنیای مردگان (۱۹۹۶)
- چگونه سگ همسایه خود را بکشید(۲۰۰۲)
- تساوی(۲۰۰۲)
- پستی (۲۰۰۷)
- فار کرای (۲۰۰۸)
- تبدیل‌شوندگان: انتقام فالن (۲۰۰۹)
- جی.آی. جو: ظهور کبرا (۲۰۰۹)
- جنگ علیه وال استریت(۲۰۱۳)
- ددپول(۲۰۱۶)
- توقفگاه (۲۰۱۷)